# Negationsprefix
Ett negationsprefix, även negativt prefix, är ett prefix som uttrycker en negation av ordet det sätts framför.
Exempel på negationsprefix i svenskan är:
- a- (exempelvis anormal)
- anti- (exempelvis antibyråkrati, antivirusprogram)
- de- (exempelvis destruktion)
- des- (exempelvis desinformation)
- dis- (exempelvis disharmoni)
- icke- (exempelvis icke-linjär)
- il- (exempelvis illegal)
- im- (exempelvis impopularitet, improduktiv)
- in- (exempelvis inaktiv)
- ir- (exempelvis irrationell, irrelevant)
- kontra- (exempelvis kontrafobi, kontrapunkt, kontraspionage)
- miss- (exempelvis missbruk)
- o- (exempelvis obekant)
- ob- (exempelvis observatorium)
- op- (exempelvis opposition)